# Pagus Gandensis
début VIIe siècle – 866
Entités suivantes :
- Marquisat de Flandre

Le pagus Gandensis est un pagus créé par l'administration franque dans la civitas des Ménapiens autour de la ville de Gand, au début du VIIe siècle. Ce pagus a été intégré au marquisat de Flandre au IXe siècle.
Le pagus Gandensis était compris entre les Quatre-Métiers, le pays de Waes, l'Escaut, le pagus Curtracensis et le pagus Flandrensis. Les limites sont :
- Au nord, le Burggravenstroom et le Moervaart ;
- À l'est, les paroisses extrêmes : Mendonk, Zaffelare, Zeveneken, Overmere, Kalken ;
- Au sud, l'Escaut jusqu'à Gand, la Lys jusqu'à Deinze ;
- À l'ouest, Deinze, Zeveren, Vinkt, Kanegem, Ruiselede, Aalter, Knesselare, Oostwinkel, Waarschoot[2].

En 853, on trouvait à la tête de ce pagus un comte nommé Enguerrand, qui administrait également les pagi de Courtrai et de Tournai. Ce comte fut disgracié par Charles le Chauve peu avant 866, date à laquelle le pagus Gandensis fut intégré au marquisat de Flandre.